# اسکار چاوز
اسکار چاوز (اسپانیایی: Óscar Chávez‎; ۲۰ مارس ۱۹۳۵ – ۳۰ آوریل ۲۰۲۰) خواننده اهل مکزیک بود.
وی همچنین برندهٔ جوایزی همچون جایزه آریل شده‌است.